# Jouko Vesterlund
Jouko Valdemar Vesterlund (* 1. Mai 1959 in Rovaniemi) ist ein ehemaliger finnischer Eisschnellläufer.

## Werdegang
Vesterlund, der für die Oulun Tarmo startete, wurde zweimal finnischer Jugendmeister im Mini-Mehrkampf sowie einmal im Sprint-Mehrkampf und siegte bei finnischen Meisterschaften sechsmal im Sprint-Mehrkampf (1983–1988). International startete er erstmals in der Saison 1980/81 und kam in der Saison 1982/83 bei der 3-Bahnen-Tournee in Inzell auf den zweiten Platz im Sprint-Mehrkampf sowie beim Wettbewerb „Goldener Schlittschuh“ in Inzell auf den dritten Rang im Sprint-Mehrkampf. Zudem wurde er bei der Sprintweltmeisterschaft 1983 in Helsinki Neunter. In der Saison 1983/84 belegte er bei der Sprintweltmeisterschaft 1984 in Trondheim den 14. Platz und bei den Olympischen Winterspielen 1984 in Sarajevo den 17. Platz über 500 m sowie den 12. Rang über 1000 m. Im folgenden Jahr errang er bei der Sprintweltmeisterschaft in Heerenveen den 19. Platz. Zu Beginn der Saison 1985/86 nahm er in Trondheim erstmals am Eisschnelllauf-Weltcup teil, wobei er über 500 m den fünften Platz und über 1000 m zweimal den sechsten Platz errang. Zudem erreichte er dort mit dem dritten Platz über 500 m seine einzige Podestplatzierung in dieser Rennserie und kam im weiteren Saisonverlauf mit zwei weiteren Top-Zehn-Platzierungen auf den zehnten Platz im Weltcup über 1000 m. Bei der Sprintweltmeisterschaft 1986 in Karuizawa lief er auf den 24. Platz und bei der Sprintweltmeisterschaft 1987 in Québec auf den 20. Rang. In der Saison 1987/88 absolvierte er in Davos seine letzten Läufe im Weltcup, welche er über 1000 m auf dem 19. Platz und über 500 m auf dem Plätzen 17 sowie 13 beendete. Zudem startete er bei der Sprintweltmeisterschaft 1988 in West Allis letztmals international und belegte dabei den 14. Platz. Nach seiner Karriere als Sportler war er von 1989 bis 1991 Eisschnelllauftrainer beim Finnischen Arbeitersportverband und bei den Olympischen Winterspielen 2014 als Starter bei den Eisschnelllauf-Wettbewerben tätig.

## Erfolge

### Olympische Spiele
- 1984 Sarajevo: 12. Platz 1000 m, 17. Platz 500 m

### Sprint-Weltmeisterschaften
- 1983 Helsinki: 9. Platz Sprint-Mehrkampf
- 1984 Trondheim: 14. Platz Sprint-Mehrkampf
- 1985 Heerenveen: 19. Platz Sprint-Mehrkampf
- 1986 Karuizawa: 24. Platz Sprint-Mehrkampf
- 1987 Québec: 20. Platz Sprint-Mehrkampf
- 1988 West Allis: 14. Platz Sprint-Mehrkampf

## Persönliche Bestleistungen
| Disziplin | Zeit        | Datum            | Ort               |
| --------- | ----------- | ---------------- | ----------------- |
| 500 m     | 37,47 s     | 14. März 1984    | Alma Ata          |
| 1000 m    | 1:14,56 min | 24. März 1983    | Alma Ata          |
| 1500 m    | 2:04,48 min | 8. Dezember 1985 | Frankfurt am Main |
| 3000 m    | 4:33,89 min | 3. Januar 1987   | Narvik            |
| 5000 m    | 8:34,50 min | 8. März 1980     | Rovaniemi         |